# 後鰭裸燈魚
後鰭裸灯鱼（学名：Gymnoscopelus opisthopterus）为輻鰭魚綱燈籠魚目灯笼鱼科的其中一種，分布於南冰洋海域，屬深海魚類，體長可達16.2公分。

## 外部連結
後鰭裸灯鱼的圖片 （页面存档备份，存于）

## 扩展阅读
維基物種上的相關：後鰭裸灯鱼